# Utopia (demo)
Utopia – demo heavymetalowego amerykańskiego zespołu Nevermore. Zostało wydane w 1992 roku, rok po założeniu roku.

## Lista utworów
1. "Garden of Grey" - 04:43
2. "The Dreaming Mind" - 03:59
3. "The Hurting Words" - 06:23
4. "The World Unborn" - 04:08
5. "The Sorrowed Man" - 05:02
6. "The System is Failing" - 03:38
7. "Matricide" - 05:09
8. "Godmoney" - 05:06
9. "Chances Three" - 02:58
10. "Utopia" - 04:55